# Salvia leucophylla
Salvia leucophylla är en kransblommig växtart som beskrevs av Edward Lee Greene. Salvia leucophylla ingår i släktet salvior, och familjen kransblommiga växter. Inga underarter finns listade i Catalogue of Life.

## Bildgalleri

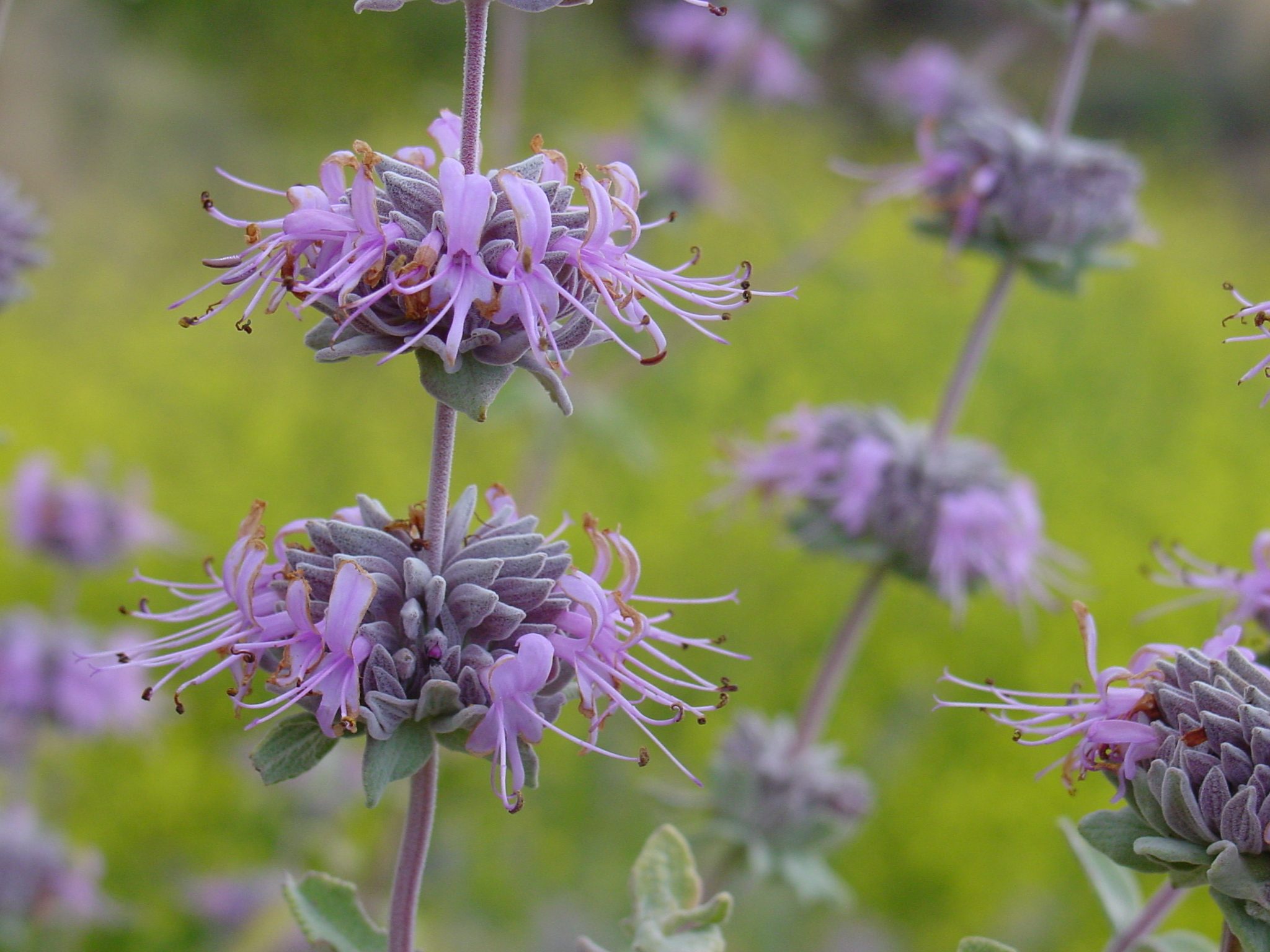
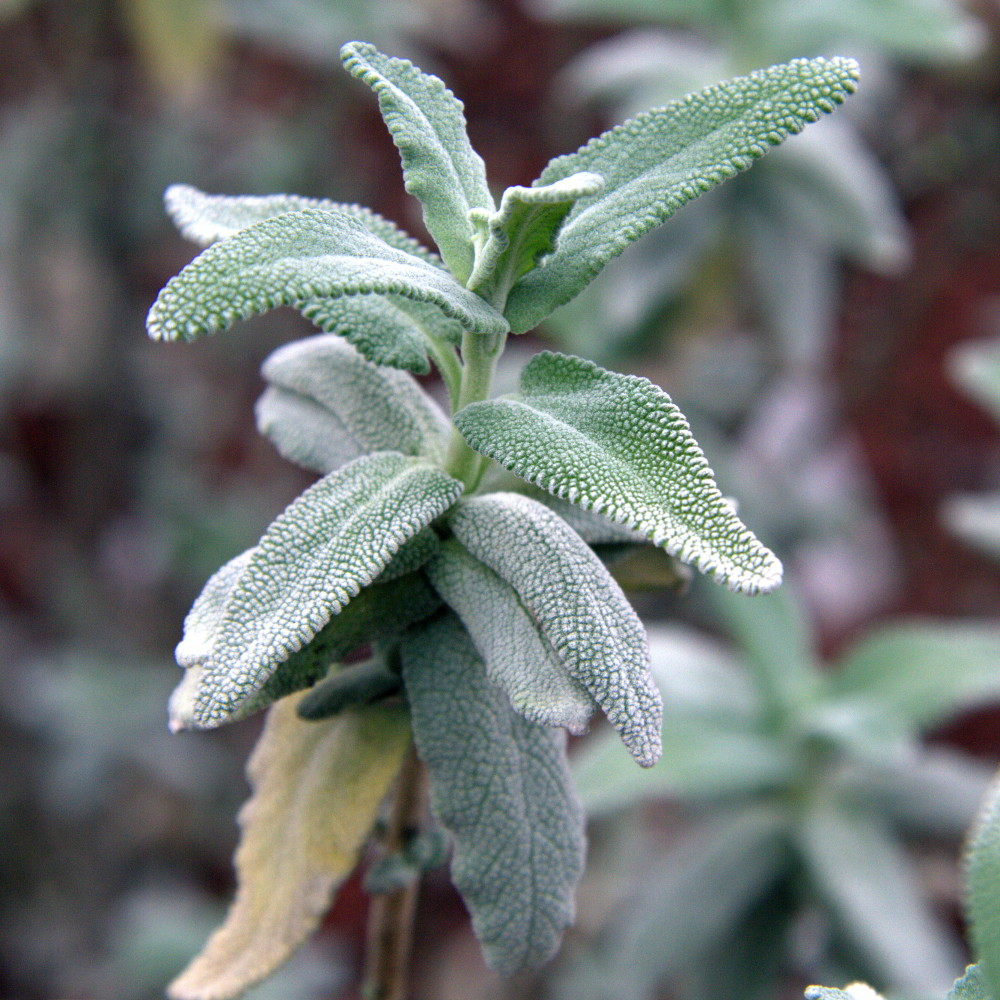
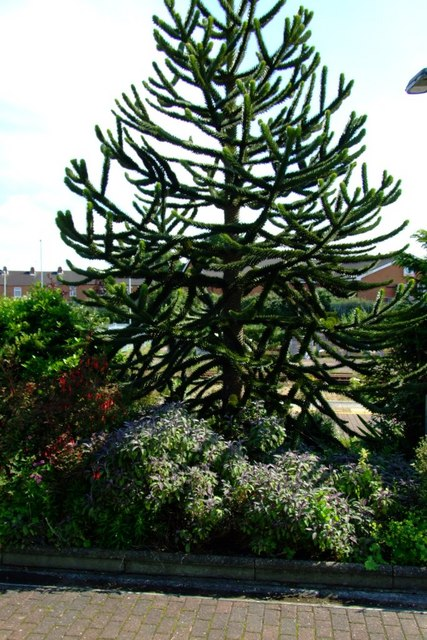
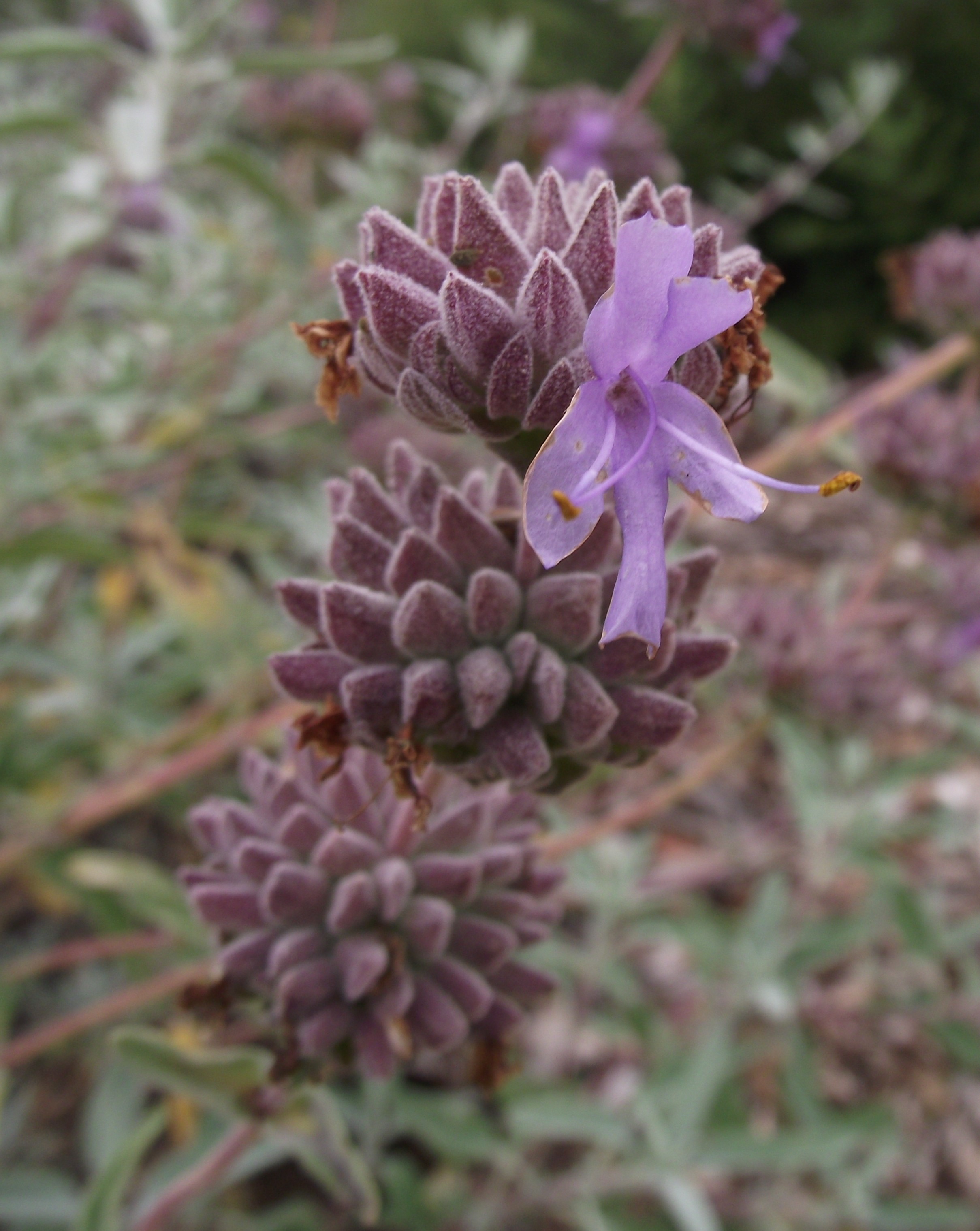